# ناحية العشارة
ناحية العشارة إحدى نواحي سوريا تتبع إداريّاً لمحافظة دير الزور منطقة الميادين ومركزها مدينة العشارة، بلغ تعداد سكان الناحية 96,001 نسمة حسب التعداد السكاني لعام 2004.

## بلدات وقرى ناحية العشارة
العشارة(17,537)،
دبلان،(6,149)
الدوير(5,536)،
غريبة،(5,591)
القورية(28,172)،
صبيخان(23,867)،
تشرين(8,749).
حسب التعداد السكاني في عام 2004 .